# 子重
子重（？—前570年），羋姓，名嬰齊，字子重，即公子嬰齊，春秋时期楚国的令尹，楚穆王之子，楚庄王的弟弟。

## 簡介
前598年，担任左尹的子重攻打宋国。
前597年，子重率领左军参加邲之战，大败晋国。
前589年，担任令尹的子重率军与许国、蔡国攻打卫国、鲁国，以援助鞌之战被晋国攻打的齐国。冬天，鲁成公与子重、蔡景侯、许灵公、秦国右大夫说、宋国华元、陈国公孙宁、卫国孙良夫、郑国公子去疾及齐国大夫在蜀地会盟，以公衡到楚国为人质。子重因在伐宋之后想要申、吕以为赏田，被申公巫臣阻止。在巫臣逃至晋国後，子重与司马子反杀死了巫臣的族人和清尹弗忌、连尹襄老的儿子黑要。子重得到了巫臣族人子阎的家产。
前585年，子重攻投靠晋国的郑国。前584年，巫臣为报灭门之仇，建议晋国联合吴国。使子反、子重一年七次疲于奔命。
前582年，子重攻打陈国和莒国。前580年，因为华元和子重、晋国栾书的私人关系好，所以达成了晋楚第一次弭兵之会。
前575年，晋楚鄢陵之战爆发，楚共王登巢车，子重让伯州犁站在楚共王的身后。战斗中，栾鍼看见子重，想起了他对晋军的评价“好以众整”、“好以暇”，就请求晋厉公准许他给子重献酒示意。战争失败后，子重暗示子反自杀谢罪，子反自杀。楚共王听说后，派人劝阻，没来得及。
前574年，子重救郑国，前573年，子重救彭城的鱼石，攻宋国。
前571年，子重和子辛杀死了受小国之财物来逼迫他们的右司马公子申。
前570年，子重攻打吴国，攻克了鸠兹，一路攻至衡山。之後他任命邓廖率领的组甲步兵三百、被练步兵三千繼續攻打吳國，自己則回國飲宴，足足喝了三天。然而之後鄧廖軍被吴军從中截击，只剩组甲八十、被练三百，自己也落入吳人之手，隨後吳軍反撲，奪取了駕地。子重因此事受到國人非議，於是患上心病而亡。